# Morris (autoblindo)
La Morris Light Reconnaissance Car, detta anche Reccy, era un veicolo corazzato prodotto dalla Morris Motor Company in Gran Bretagna durante la seconda guerra mondiale.
Questo veicolo era caratterizzato da una configurazione particolare che vedeva i tre membri dell'equipaggio disposti, affiancati, su una sola fila. Il conducente era posto al centro. Alla sua destra si trovava il mitragliere, che manovrava una mitragliatrice Bren da 7,7 mm in una piccola torretta mentre alla sua sinistra era posizionato l'altro membro dell'equipaggio che utilizzava un fucile anticarro Boys montato su un supporto e l'equipaggiamento radio. Il motore aveva una cilindrata di 3,5 L con un alesaggio di 120 mm e una corsa di 100. Il veicolo era dotato di riduttore e disponeva di 4 marce normali e 4 ridotte mentre la retromarcia era possibile sia con il rapporto normale che con quello ridotto. Il serbatoio dell'olio conteneva 6,1 L mentre quello del carburante ne conteneva circa 50.
La Morris fu utilizzata durante la campagna del Nordafrica, in Italia e in Europa. Fu impiegata anche da reggimenti polacchi e dalla Royal Air Force. Tra il 1940 e il 1944 ne furono prodotti 2.200 esemplari.
Attualmente due esemplari sono conservati presso il The Tank Museum di Bovington e all'Imperial War Museum di Duxfor, entrambi in Gran Bretagna.

## Versioni
- Mk.I: versione originale con sospensioni anteriori a ruote indipendenti.
  - Mk.I OP: versione specializzata in posto di osservazione senza torretta e dotata di due apparati di radio rilevazione.
- Mk. II: versione dotata di trazione integrale e con le sospensioni anteriori indipendenti sostituite con quelle a balestra.
- Morris Experimental Tank: versione sperimentale dotata di due torrette mai prodotta.
- Firefly: prototipo armato di Ordnance QF 6 lb, pensato come gap filler in attesa che lo stesso cannone equipaggiasse i carri armati; rigettato.
- Salamander: prototipo con torretta ed equipaggio ridotto a 2 elementi; mai prodotto.
- Glanville Fighter Car: prototipo con un solo uomo di equipaggio, armato con due mitragliatrici fisse; mai prodotto.